# Ryan Kwanten
Ryan Christian Kwanten (sinh ngày 28 tháng 11 năm 1976) là một nam diễn viên người Úc.

## Danh sách phim

### Điện ảnh
| Năm  | Tên                                           | Vai                 | Ghi chú |
| ---- | --------------------------------------------- | ------------------- | ------- |
| 1994 | Signal One                                    |                     |         |
| 2002 | The Junction Boys                             | Claude Gearheart    |         |
| 2003 | Liquid Bridge                                 | Nick McCallum       |         |
| 2004 | American Brown                                | Ricky Brown         |         |
| 2006 | Flicka                                        | Howard McLaughlin   |         |
| 2007 | Dead Silence                                  | Jamie Ashen         |         |
| 2010 | Red Hill                                      | Shane Cooper        |         |
| 2010 | Griff the Invisible                           | Griff               |         |
| 2010 | Legend of the Guardians: The Owls of Ga'Hoole |                     |         |
| 2010 | Don't Fade Away                               | Jackson White       |         |
| 2012 | Not Suitable for Children                     | Jonah               |         |
| 2013 | Mystery Road                                  | Pete Bailey         |         |
| 2013 | Truth in Journalism                           | Eddie Brock / Venom |         |
| 2013 | The Right Kind of Wrong                       | Leo Palamino        |         |
| 2013 | Knights of Badassdom                          | Joe                 |         |
| 2014 | Flight 7500                                   | Brad Martin         |         |
| 2014 | Rio, I Love You                               | Jai Arnott          |         |
| 2014 | Northmen: A Viking Saga                       | Conall              |         |
| 2014 | Reach Me                                      | Jack Burns          |         |
| 2015 | Kidnapping Freddy Heineken                    | Jan "Cat" Boellard  |         |
| 2015 | Blinky Bill the Movie                         |                     |         |
| 2015 | Blunt Force Trauma                            | John                |         |
| 2016 | Who Gets the Dog?                             | Clay Lonnergan      |         |
| 2017 | Supercon                                      | Matt Wheeler        |         |
| 2017 | The Hurricane Heist                           | Breeze              |         |